# 賴紹堯
賴紹堯（1871年—1917年)，字悔之，清代臺灣府彰化縣燕霧下保(今彰化縣大村鄉貢旗村)人。祖籍為福建漳州。邑庠生。日治時期著名詩人。因其妻為霧峰林家三小姐林選，故與霧峰林家有姻親之誼。賴氏嗜詩酒，與林朝崧交情深厚。

## 生平
- 1906年5月，任彰化廳員林支廳大庄區庄長。
- 1910年至1917年，擔任臺中廳員林支廳大庄區區長。
- 1911年11月獲授紳章。

## 櫟社
賴氏為櫟社創社四人之一。櫟社乃日治時期臺灣三大詩社之一，1902年由臺灣中部的古典詩人所組成。即素有大阮小阮之稱的霧峰林家下厝的林朝崧（林癡仙、林俊堂）、林幼春叔姪及苑裡蔡振豐（蔡啟運）與賴氏共同創立。社長蔡啟運去世後，被選為社長。

## 著述
- 《逍遙詩草》，收錄於《櫟社第一集》1922年秋出版。
- 《悔之詩抄》，與連橫合輯，現有文本可至《臺灣先賢詩文集彙刊》或是《台灣文獻叢刊續編 （页面存档备份，存于）》查詢

## 評價
- 賴紹堯詩作，多寫處身異族統治下個人出處進退的衝突矛盾，兼具豪放曠達與柔媚婉約之風格，詩藝甚佳，但生前作品並未結集。（廖振富撰）

## 詩作
弱水

隔絕蓬山日倚閭，迢迢弱水一封書。

上言努力加餐飯，中有相思慰索居。

獨唱愔愔誰和汝，綺懷渺渺轉愁余。

無端錯把洪喬怨，欲託靈犀當鯉魚。

- 冬日登八卦山[2]

晨登八卦山，信美風景別。

氣和天宇澄，茲遊固佳絕。

冬令行春溫，萬彙忘慘冽。

嘉木蔚成林，欣欣相媚悅。

澗草復青青，山花況未歇。

誰知造化心，正氣有肅殺。

羨彼蘭蕙姿，含芬老巖穴。

時來苟不榮，運傾或未折。

感喟遂成章，持以奉明哲。

## 參照
- 櫟社
- 霧峰林家

## 外部連結
- 國家文化資料庫 中，可搜尋賴紹堯的作品。
- 櫟社研究新論 （页面存档备份，存于），有專章討論賴紹堯。